# بلال لوكيلي
بلال لوكيلي من مواليد 20 سبتمبر 1999 في هوينسبرويك في هولندا، هو ملاكم هولندي مغربي في الكيك بوكسينغ، يتنافس حاليًا في الوزن الويلتر في منظمة إنفيوجن (بالإنجليزية: Enfusion).

## السيرة الذاتية

#### الميلاد، الطفولة والبدايات
ولد بلال لوكيلي في هوينسبرويك في هولندا من أبوين أمازيغ مغاربة من الريفيون حيث يعد اصلهما إلى جبال الريف. تحديدا من مدينة العروي إقليم الناظور.
في الخامسة من عمره، مثل معظم الأولاد، كان ملهما بكرة القدم. في سن الثانية عشرة والثالثة عشر، سيبدأ بلال، الذي كان حينها لاعب وسط في نادٍ لكرة القدم، في النمو بشكل كبير، لدرجة أن حجمه "المرهق" و "البطيء" سيدفع المدرب الرياضي لفريق كرة القدم من ناديه السابق أن يطلب منه البقاء على المقعد و عدم المشاركة.
مما دفعه في البحث عن نشاط رياضي جديد. حينها كان بلال يشاهد مع عائلته القنوات الرياضية و بدأ عبر ذلك الإهتمام بالكيك بوكسينغ، ملهما بشخصيات مثل بدر هاري واندى سور.
التحق أولاً بنادي رياضي في هوينسبرويك. عندما بدأ التدريب، وجد هذه الرياضة صعبة واعترف بتلقيه الكثير من الضربات. بعد شهرين، بدأ يضبط التقنيات بشكل أفضل. توقف الشباب الذين كان يتدرب بلال معهم، عن التدريب في رياضة الكيك بوكسينغ بسبب صغر سنهم لإجتياز الإمتحانات المدرسية، مما آثر على نفسية بلال و وجد آنذاك نفسه وحيدا. دفعته الوحدة إلى توقف الكيك بوكسينغ. بعد ستة أشهر، التقى بأحد محبي هالرياضة فذهب معه للتدريب في هوير جيم (بالإنجليزية: Hoyer's Gym) في مدينة هيرلين.

#### نزالاته الأولى
داني هوير، مدربه الجديد في هيرلين، الذي كان ينوي تنظيم نزال في الأسبوع التالي، أُعجب بتقنية بلال، فعرض عليه المشاركة. كان بلال يعتمد على هذه الفرصة على الرغم من اضطراره القتال مع رجال راشِديين و أنه لم يتدرب منذ ستة أشهر، زيادتا عن ذلك إنه يبلغ الخامسة عشرة من عمره فقط، لم يكن يبلغ آنذاك السن القانوني للمشاركة، فقرر تغيير سنة ميلاده في السجل الرياضي ليتمكن من المشاركة.
استعد لنزاله الأول في مدة أسبوع فقط ولم يتوقع ابدا ما سيكون خصمه: رجل في الثلاثينات من العمر، بلحية كثيفة، وله ابنة وزوجة تراقبان الحلبة. قلِقً لكن طموح، اصر بلال بالمشاركة و انتهى به الأمر بإعطاء "ضربة قاضية" لخصمه و الفوز.
بعد نزاله الأول حيث قدم لنفسه انتصارًا أول، سيكشف أنه كان مريضًا وكان تحت الضغط أثناء فترة استعداده، و مع ذلك و على الرغم من التوتر، أكد أنه أصبح مدمنًا على صراخ الجمهور و شعور الأدرينالين.
لتحسين أسلوبه القتالي، اتصل بمحمد جرايا على منصة إنستغرام الذي ادعاه إلى سيرتوخيمبوس للإنضمام إليه. إعترف بلال بعد ذلك: «لو لا رد محمد جرايا لرسالتي، لربما لم أكن لأصبح المقاتل الذي أنا عليه اليوم». آنذاك، اِنْضَمَّ بلال إلى نادي سيرتوخيمبوس للتدريب مع محمد جرايا الذي كان يستعد لنزاله ضد التركي طيفون أوزكان. تدرب محمد جرايا السبارينغ (بالإنجليزية: Sparring) معه بشراسة لدرجة أن بلال عاد إلى ليمبورغ بعيون زرقاء. مقتنعًا بالتطور التقني، قرر الانتقال للتدريب بشكل دائم من هيرلين إلى سيرتوخيمبوس. 
ثم التحق بـفايتينغ تلانتس جيم (بالإنجليزية:Fighting Talents Gym) و بدأ بالتدريبات الشاقة. تدرب على يد الأخوين المغريبيين أسامة و هشام الغاوي اللذان دربو قبله إلياس بولعيد ومحمد جرايا، أصبح بلال يتدرب معهم. الأخوان الغاوي، بعد مسيرة رياضية في الكيك بوكسينغ، أصبحوا يركزون على الجيل القادم من المقاتلين الأبطال الذي يعتبر بلال واحدًا منهم.

#### بدايته في منظمة أنفيوجن العالمية
عند وصوله إلى مستوى الإحتراف، اِنْضَمَّ إلى منظمة إنفيوجن (بالإنجليزية: Enfusion) العالمية. كان بلال لوكيلي أحد الأسماء الكبيرة في إنفيوجن آيندهوفن، حيث فاز على العديد من الأبطال و على خصمه البطل رضوان لعاركوبي.

## حياة شخصية
بلال لوكيلي معروف منذ بداياته بحمل العلم الأمازيغي في كل قتال، ممثلاً هوية سكان شمال إفريقيا الأصليين: الأمازيغ. طبع بلال العلم الأمازيغي على ملابسه الرياضية.
يتحدث اللغة الأمازيغية، اللهجة الريفية الزناتية: تريفيت و يتحدث لغة بلد ولادته هولندا: الهولندية.